# شیمی فولرن
شیمی فولرن (به انگلیسی: Fullerene chemistry) شاخه‌ای از علم شیمی آلی است که به بررسی خواص شیمیایی فولرن‌ها اختصاص دارد. تحقیقات در این زمینه به واسطه نیاز به کاربردی شدن فولرن‌ها و همچنین درک خواص این ترکیبات آغاز شد. به عنوان مثال، فولرن به‌طور قابل توجهی نامحلول است، اما افزودن یک گروه عاملی مناسب می‌تواند حلالیت را افزایش دهد. با افزودن یک گروه قابل پلیمرشدن، می‌توان یک پلیمر فولرنی بدست آورد.